# SSAB
SSAB (швед. Svenskt Stål AB) — шведская металлургическая компания, основанная в 1978 году. Специализируется на производстве высококачественных сталей высокой прочности. Ежегодный объем выпуска стали — свыше 8 млн тонн. Головной офис компании расположен в Стокгольме.
Основные продукты и бренды SSAB включают: Hardox, Strenx, Docol, GreenCoat, Toolox, Armox, SSAB Boron, SSAB Domex, SSAB Form, SSAB Laser, SSAB Weathering, SSAB Multisteel, Hardox In My Body, My Inner Strenx, Hardox Wearparts, Bratex roofing systems.
Главные производственные мощности находятся в Бурленге, Лулео и Укселёсунде (Швеция), в Раахе и Хямеэнлинне (Финляндия), в Мобиле и Монтпилиере. Также у компании есть небольшие обрабатывающие предприятия в других странах, например, в КНР.
22 января 2014 года компания SSAB объявила о приобретении своего конкурента, финской компании Rautaruukki, за 1,1 млрд евро. Крупнейшим акционером новой компании станет финский государственный инвестиционный фонд Solidium.